# Stephen Sondheim
Stephen Joshua Sondheim, född 22 mars 1930 i New York, död 26 november 2021 i Roxbury, Connecticut, var en amerikansk kompositör och textförfattare, känd för sina många och nyskapande musikaler. Sondheim inledde sin teaterkarriär med att skriva sångtexter till West Side Story (1957) och Gypsy (1959) innan han kom att verka som kompositör och textförfattare. Till hans mest välkända verk hör En kul grej hände på vägen till Forum (1962), Company (1970), Follies (1971), Sommarnattens leende (1973), Merrily We Roll Along (1981), Sweeney Todd (1979), Sunday in the Park with George (1984) och Into the Woods (1987).
Sondheim skrev även filmmusik, däribland till Warren Beattys Reds (1981) och Dick Tracy (1990). Filmatiseringar av Sondheims verk inkluderar West Side Story (1961), Gypsy (1962), En kul grej hände på väg till Forum (1966), Sommarnattens leende (1977), Gypsy (1993), Sweeney Todd (2007), Into the Woods (2014) och West Side Story (2021).

## Huvudsakliga verk

### Musikaler
(Musik och sångtexter av Sondheim, om inte annat anges.)
- West Side Story (1957) (musik av Leonard Bernstein)
- Gypsy (1959) (musik av Jule Styne)
- En kul grej hände på vägen till Forum (A Funny Thing Happened On the Way to the Forum) (1962)
- Anyone Can Whistle (1964)
- Do I Hear a Waltz? (1965) (musik av Richard Rodgers)
- Company (1970)
- Follies (1971)
- Sommarnattens leende (A Little Night Music) (1973)
- Pacific Overtures (1976)
- Sweeney Todd (1979)
- Merrily We Roll Along (1981)
- Sunday in the Park with George (1984)
- Into the Woods (1987)
- Assassins (1990)
- Passion (1994)
- Bounce (2003, senare under titeln Road Show)

### Filmmanus
- 1973 - Döden går ombord